# El horror de Dunwich
El horror de Dunwich (título original en inglés: The Dunwich Horror) es un relato corto escrito por H. P. Lovecraft en 1928. Publicada por primera vez en 1929 por la revista Weird Tales. Toma lugar en el pueblo ficticio de Dunwich, Massachusetts y es considerada como uno de los pilares de los Mitos de Cthulhu.

## Argumento
En el decrépito pueblo de Dunwich, Massachusetts, nace Wilbur Whateley, hijo de Lavinia Whateley y un padre desconocido. Sucesos extraños rodean la infancia de Wilbur, tales como su crecimiento anormalmente rápido y el hecho de que los animales a su alrededor, especialmente los perros, rehúyen de él o se vuelven extremadamente agresivos. Su abuelo, al cual solo se le llama "viejo Whateley" introduce a Wilbur a la brujería y artes oscuras.
Las sospechas crecen el pueblo cuando el ganado del viejo Whateley empieza a disminuir o a sufrir heridas abiertas. Las sospechas aumentan cuando Wilbur y su abuelo comienzan a comprar grandes cantidades ganado y a modificar su vivienda. 
Los Whateley mantienen en su casa a una entidad invisible conectada con el dios Yog-Sothoth, la cual requiere cantidades ingentes de comida y espacio. Finalmente el viejo Whateley muere, antes diciéndole a Wilbur que "requiere más espacio y comida"; y Lavinia desaparece. Wilbur se traslada con todos sus libros sobre artes oscuras (incluyendo una copia del Necronomicon) a un cobertizo en el exterior de la casa.
Wilbur se dirige a la biblioteca de la Universidad de Miskatonic para revisar su copia del Necronomicon, ya que requiere de un hechizo para "abrir las puertas" a Yog-Sothoth, este está presente en el Necronomicon, pero la copia que posee Wilbur está dañada y no lo contiene. El bibliotecario Dr. Henry Armitage se niega a prestarle la copia y evita que otros poseedores se la presten, debido a esto, Wilbur se cuela en la biblioteca de noche con el objetivo de robarlo, pero un perro guardián, especialmente alterado por su presencia, lo mata. Henry y otros dos profesores de la universidad, Warren Rice y Francis Morgan, llegan a la escena y encuentran el cuerpo semi-humano de Wilbur antes de que se disuelva.
Debido a la muerte de Wilbur, nadie atiende al ser que se encuentra en la granja de la familia Whateley, por lo que destroza la casa, causa destrozos por Dunwich (mata a dos familias y varios policías) y huye a las montañas. Debido al caos causado, Armitage, Rice y Morgan deciden destruirlo. Cuando finalmente llegan, logran hacerlo visible durante unos instantes, en los que logran destruirlo con un hechizo, antes de ser destruido, la criatura pide ayuda a su padre Yog-Sothoth. Al final del libro se nos revela que la criatura era el hermano gemelo de Wilbur pero "que se parecía más al padre que el (Wilbur)".

## Adaptación cinematográfica
En 1970 se estrenó una película basada en este relato, protagonizada por Dean Stockwell, como Wilbur Watheley, Ed Begley y Sandra Dee. Aunque la película toma algunas cosas del relato, es muy diferente del mismo.

## Relación con los Mitos de Cthulhu
Aunque Yog-Sothoth fue mencionado por primera vez en El caso de Charles Dexter Ward, esta es la primera vez que se lo presenta como un Dios Exterior, con un rol importante en la trama. Es la primera vez que se menciona a Shub-Niggurath.